# Máltai labdarúgó-szuperkupa
A Máltai labdarúgó-szuperkupa (hivatalos nevén: Super Cup Maltija) egy 1985-ben alapított, a Máltai labdarúgó-szövetség által kiírt kupa. Tradicionálisan az új idény első meccsét jelenti, s az előző év bajnoka játszik az előző év kupagyőztesével. 
A legsikeresebb csapat a Valletta gárdája, tíz győzelemmel.

## Kupadöntők
| Év   | Máltai bajnok    | Eredmény              | Máltai kupagyőztes |
| ---- | ---------------- | --------------------- | ------------------ |
| 1985 | Rabat Ajax       | 2–0                   | Żurrieq            |
| 1986 | Rabat Ajax       | 4–2                   | Hibernians         |
| 1987 | Ħamrun Spartans  | 3–0                   | Valletta           |
| 1988 | Ħamrun Spartans  | 1–0 (h.u.)            | Sliema Wanderers   |
| 1989 | Sliema Wanderers | 3–3 (h.u.) 6–7 (b.u.) | Ħamrun Spartans    |
| 1990 | Valletta         | 3–0                   | Sliema Wanderers   |
| 1991 | Ħamrun Spartans  | 1–1 (h.u.) 6–5 (b.u.) | Valletta           |
| 1992 | Valletta         | 0–2                   | Ħamrun Spartans    |
| 1993 | Floriana         | 4–1                   | Valletta           |
| 1994 | Hibernians       | 2–2 (h.u.) 5–4 (b.u.) | Floriana           |
| 1995 | Hibernians       | 2–2 (h.u.) 5–6 (b.u.) | Valletta           |
| 1996 | Sliema Wanderers | 0–0 (h.u.) 3–2 (b.u.) | Valletta           |
| 1997 | Valletta         | 5–2                   | Birkirkara         |
| 1998 | Valletta         | 2–0                   | Hibernians         |
| 1999 | Valletta         | 2–1                   | Birkirkara         |
| 2000 | Birkirkara       | 0–3                   | Sliema Wanderers   |
| 2001 | Valletta         | 2–1                   | Sliema Wanderers   |
| 2002 | Hibernians       | 0–1 (h.u.)            | Birkirkara         |
| 2003 | Sliema Wanderers | 0–2                   | Birkirkara         |
| 2004 | Sliema Wanderers | 1–3 (h.u.)            | Birkirkara         |
| 2005 | Sliema Wanderers | 0–3                   | Birkirkara         |
| 2006 | Birkirkara       | 2–1                   | Hibernians         |
| 2007 | Marsaxlokk       | 1–3                   | Hibernians         |
| 2008 | Valletta         | 2–0                   | Birkirkara         |
| 2009 | Hibernians       | 0–1                   | Sliema Wanderers   |
| 2010 | Birkirkara       | 2–3 (h.u.)            | Valletta           |
| 2011 | Valletta         | 3–0                   | Floriana           |
| 2012 | Valletta         | 3–1                   | Hibernians         |
| 2013 | Birkirkara       | 3–2                   | Hibernians         |
| 2014 | Valletta         | 1–2                   | Birkirkara         |
| 2015 | Hibernians       | 2–1                   | Birkirkara         |

- A dőlt betűvel jelölt csapatok megnyerték a bajnokságot és a kupát is, ezért a máltai bajnokság második helyezettjével játszották a szuperkupadöntőt.
- h.u. – hosszabbítás után
- b.u. – büntetők után

## Statisztika

### Győzelmek száma klubonként
| Csapat           | Győztes                                                         | Döntős                                             |
| ---------------- | --------------------------------------------------------------- | -------------------------------------------------- |
| Valletta         | 10 (1990, 1995, 1997, 1998, 1999, 2001, 2008, 2010, 2011, 2012) | 6 (1987, 1991, 1992, 1993, 1996, 2014)             |
| Birkirkara       | 7 (2002, 2003, 2004, 2005, 2006, 2013, 2014)                    | 6 (1997, 1999, 2000, 2008, 2010, 2015)             |
| Ħamrun Spartans  | 5 (1987, 1988, 1989, 1991, 1992)                                | –                                                  |
| Hibernians       | 3 (1994, 2007, 2015)                                            | 8 (1986, 1995, 1998, 2002, 2006, 2009, 2012, 2013) |
| Sliema Wanderers | 3 (1996, 2000, 2009)                                            | 7 (1988, 1989, 1990, 2001, 2003, 2004, 2005)       |
| Rabat Ajax       | 2 (1985, 1986)                                                  | –                                                  |
| Floriana         | 1 (1993)                                                        | 2 (1994, 2011)                                     |
| Żurrieq          | –                                                               | 1 (1985)                                           |
| Marsaxlokk       | –                                                               | 1 (2007)                                           |